# Seredyna-Buda
Seredyna-Buda (in ucraino Середина-Буда?) è una città dell'Ucraina (6 888 abitanti) situata nel distretto di Šostka, nell'oblast' di Sumy. Ospita l'amministrazione della comunità territoriale di Seredyna-Buda, una delle comunità territoriali dell'Ucraina.
Fino al 18 luglio 2020 Seredyna-Buda è stata il centro amministrativo del distretto di Seredyna-Buda, abolito come parte della riforma amministrativa dell'Ucraina. L'area del distretto di Seredyna-Buda è stata trasferita al distretto di Šostka.